# 标致雪铁龙集团
標緻雪鐵龍集團（法語：PSA Peugeot Citroën）是法国私营汽车制造公司，由标致汽车拥有，目前旗下拥有标致、雪铁龙、DS Automobiles和歐寶四大汽车品牌。在欧洲，標緻雪鐵龍集团是仅次于德国集團的欧洲第二大汽车制造商，同時亦為世界百大企業。2006年，標緻雪鐵龍集团的全球销量达到3,366,000辆，在全球的市场份额达到5.2%。2020年12月21日，欧洲联盟委员会批准两大汽车制造商菲亚特克莱斯勒公司与标致雪铁龙集团有条件合并，合并后的新公司叫做斯泰蘭蒂斯。

## 歷史
标致雪铁龙集团的起源可追溯到1896年，那年阿尔芒·珀若（Armand Peugeot）先生创建了標緻汽車。自此之後，標緻家族就一直是集團的大股東之一。
1976年标致汽車收購了雪铁龙汽車，并成立了PSA标致雪铁龙集团作為其母公司，随后于1978年收购了克莱斯勒欧洲子公司。此後标致雪铁龙集团不僅是欧洲第二大汽车生产厂商，同时也是欧洲第一大轻型商用车生产厂商。
2014年，雪铁龙旗下豪華部門雪鐵龍DS獨立，成為PSA集團專屬高級車品牌DS Automobiles。

## 注資
2014年2月19日東風集團與法國政府決定，各自向標緻雪鐵龍投資8億歐元（約85.1億港元），以各自換取14%股權，作為車廠拯救方案的一部份。
東風、法國政府及標緻家族（通過EPF及FFP）將分別持有PSA相同數量的股份，在PSA股東大會上擁有相等的投票權。

## 現今
2017年3月7日，法國標緻汽車母公司PSA，同意以13.2億歐元，向美國通用汽車收購歐寶（Opel）與英國佛賀汽車和以法國巴黎銀行組成合資公司以9億歐元（9.55億美金）收購通用歐洲的汽車金融資業務，作為交易代價的一部分，通用獲得標緻4.2%股本的認購期權，惟在期權發行後5年内不得行使。
2019年10月31日，標緻雪鐵龍集團母公司PSA和快意佳士拿汽車將會合併成為一間雙方股東各佔50%的新公司，PSA股東每股將取得新公司1.742股的股票，快意佳士拿汽車股東的換股比率則是1比1，合併完成後，新公司會是世界第4大車廠，為平衡兩間公司的價值，PSA將會出售零部件製造商佛吉亞46%股權，PSA股東預計將可得30億歐元特別息，至於快意佳士拿汽車亦將出售其製造機械人的柯馬，快意佳士拿汽車股東預計亦可獲得55億歐元的股息。
2019年12月19日東風汽車出售其持有的3,070萬股標緻雪鐵龍股份，由後者進行回購，以降低目前為12.2%的持股比例，作價最高不超過9.21億歐元（約79.8億港元），東風汽車將持有新公司的1.39億股，大約佔其已發行股本的4.5%。
2020年7月16日，PSA與飛雅特克萊斯勒汽車已經完成合併，並定名為斯泰蘭蒂斯集團，新集團的總部將會設立在阿姆斯特丹，並會在米蘭、紐約及巴黎上市。
2020年12月21日，欧洲联盟委员会批准两大汽车制造商菲亚特克莱斯勒公司与标致雪铁龙集团有条件合并。合并后的企业就产量而言将成为全球第四大汽车企业，就销售量而言将是第三大车企。根据欧盟委员会的一项声明，合并后，这两个最重要竞争中的一个将退出小型商用车市场。这两家企业将必须主要恪守两项承诺。其一是，PSA和丰田之间现存的合作要继续扩大，PSA为丰田生产用于欧盟市场销售的小型商用车；其二，PSA和FCA维修点之间的现有合同将被修改。修改后的合同上将不再有关于PSA／FCA商用车享受优先权的规定。合同也将允许使用这两家生产商的工具用于其它品牌小型商用汽车的维修。
2021年1月21日，斯泰蘭蒂斯集團正式成立，並成為全球第四大汽車集團。

## 柴油门事件
法国媒体报道，发动机污染排放量被作假了的标志雪铁龙汽车多达200万辆，是德国大众汽车的2倍还多，预计罚款高达50亿欧元。